# Сент-Олер (коммуна)
Сент-Оле́р (фр. Saint-Aulaire, окс. Senta Aulària) — коммуна во Франции, находится в регионе Лимузен. Департамент — Коррез. Входит в состав кантона Эйан. Округ коммуны — Брив-ла-Гайард.
Код INSEE коммуны — 19182.
Коммуна расположена приблизительно в 410 км к югу от Парижа, в 70 км южнее Лиможа, в 31 км к западу от Тюля.

## История
Во время Великой французской революции название коммуны было изменено на Л’Юните (фр. L'Unité).

## Население
Население коммуны на 2008 год составляло 851 человек.
| 1962 | 1968 | 1975 | 1982 | 1990 | 1999 | 2008 |
| ---- | ---- | ---- | ---- | ---- | ---- | ---- |
| 711  | 742  | 713  | 746  | 707  | 744  | 851  |

## Администрация
| Период | Период | Фамилия        | Партия        | Примечания |
| ------ | ------ | -------------- | ------------- | ---------- |
| 2001   | 2008   | Пьер Ренье     |               |            |
| 2008   |        | Дидье Бартомёф | сторонник ФКП |            |

## Экономика
В 2007 году среди 486 человек в трудоспособном возрасте (15—64 лет) 369 были экономически активными, 117 — неактивными (показатель активности — 75,9 %, в 1999 году было 71,8 %). Из 369 активных работали 351 человек (190 мужчин и 161 женщина), безработных было 18 (2 мужчин и 16 женщин). Среди 117 неактивных 37 человек были учениками или студентами, 48 — пенсионерами, 32 были неактивными по другим причинам.

## Фотогалерея
- Река Обжа
- Карта коммуны